# Крезип
Крезип (на нидерландски: Krezip) е нидерландска група от Тилбург, сформирана през 1997 година. Когато пробиват, членовете на групата са на сравнително крехка възраст. Имат няколко успешни албума и сингъла в страните от Бенелюкс (Белгия, Люксембург и Холандия). Етимологията на името не е известно, но популярното обяснение е, че то е анаграма от perzik, което на холандски означава праскова.
През 2008 г. сингълът, с който пробиват, I Would Stay, получава еднократната награда на публиката за „най-добър нидерландски сингъл“, от нидерландската национална радиостанция 3FM.